# Alexandre José Gomes Monteiro

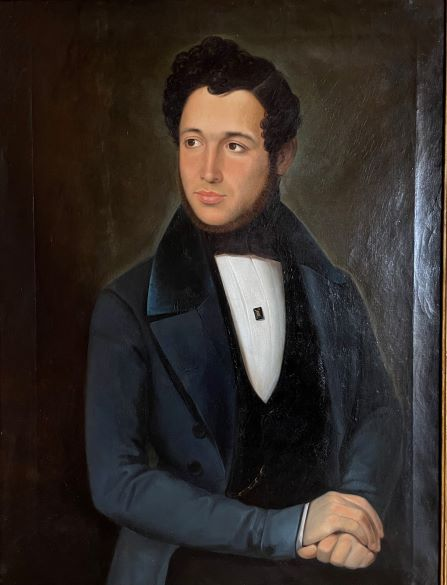
Alexandre José Gomes Monteiro, retrato a óleo de Auguste Roquemont

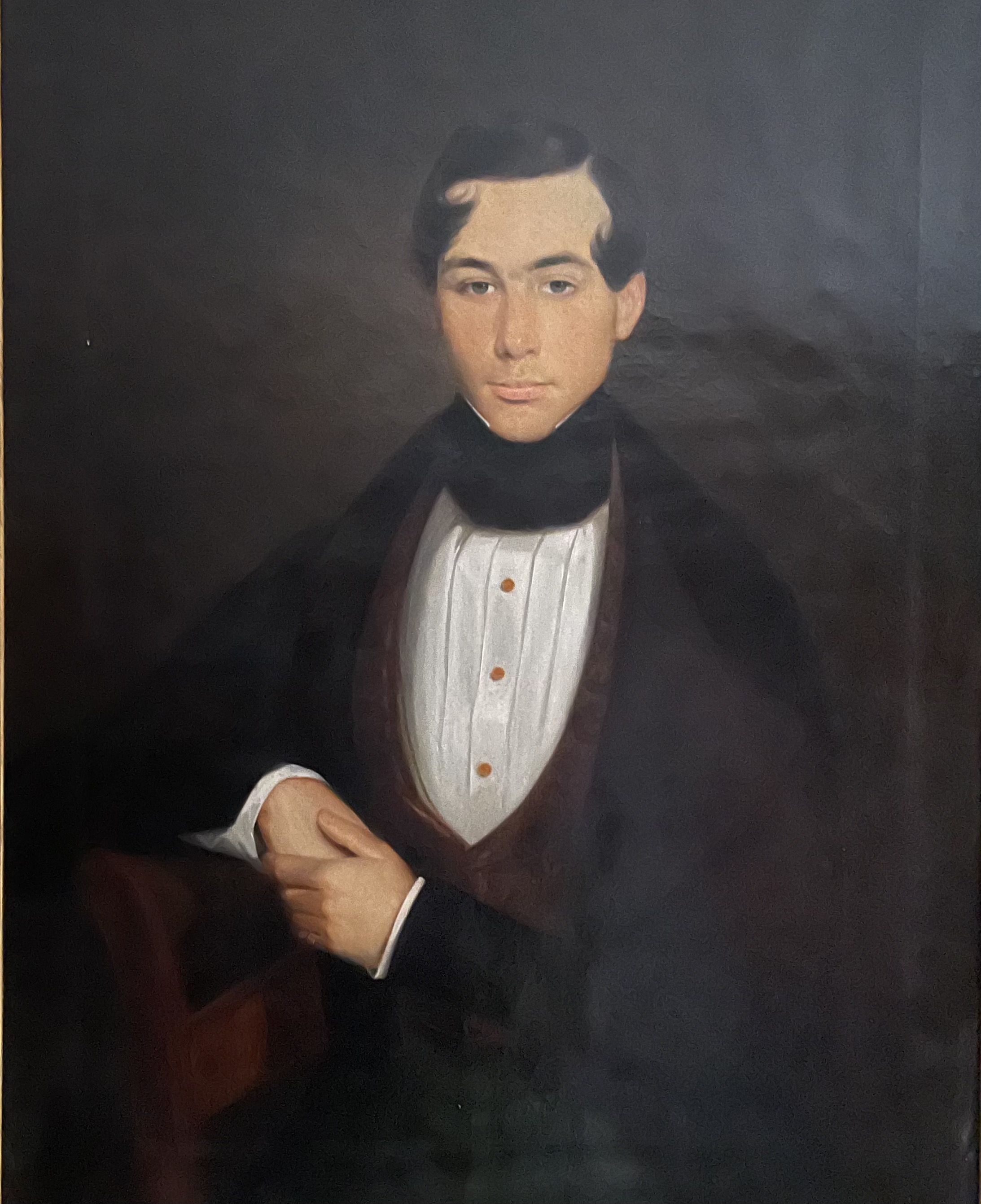
Henrique José Gomes Monteiro, retrato a óleo sobre tela de Auguste Roquemont

Alexandre José Gomes Monteiro, (Porto, 4 de outubro de 1814) foi um poeta e dramaturgo português, do século XIX e conselheiro do Rei D. Luís I, de Portugal.

## Biografia
Alexandre José Gomes Monteiro nasceu na cidade do Porto, em 4 de outubro de 1814. Em 1876, era chefe de serviço da Alfândega do Porto. Poeta e dramaturgo, escreveu: Obras Poéticas e Dramáticas (1848), Obras Poéticas (1852), Camões, drama em 4 actos (1848), e D. Inês de Castro (1842).
Recebeu do rei Luís I de Portugal, em 22 de agosto de 1878, a Mercê de título de conselho. Era filho de Francisco José Gomes Monteiro e de sua mulher Maria Angélica de Andrade; e irmão, entre outros do erudito José Gomes Monteiro, de Henrique José Gomes Monteiro, genro do 1º Conde de Castro  e de D. Emília Angélica, viscondessa da Junqueira pelo seu casamento com José Dias Leite Sampaio, 1º Barão e 1ºVisconde da Junqueira. 